# 伊利里亞 (內布拉斯加州)
伊利里亞（英語：Elyria）是位於美國內布拉斯加州瓦利縣的村。

## 人口
根據2020年美國人口普查的數據，伊利里亞的面積為0.69平方千米，皆為陸地。當地共有人口50人，而人口密度為每平方千米72人。